# Analióntas
Analióntas är en ort i Cypern.   Den ligger i distriktet Eparchía Lefkosías, i den centrala delen av landet, 20 km söder om huvudstaden Nicosia. Analióntas ligger 373 meter över havet och antalet invånare är 313. Den ligger på ön Cypern.
Terrängen runt Analióntas är platt åt nordost, men åt sydväst är den kuperad.Trakten runt Analióntas är ganska glesbefolkad, med 22 invånare per kvadratkilometer. Närmaste större samhälle är Nicosia, 19,9 km norr om Analióntas. Trakten runt Analióntas består till största delen av jordbruksmark.
Årsmedeltemperaturen i trakten är 22 °C. Den varmaste månaden är juli, då medeltemperaturen är 35 °C, och den kallaste är januari, med 10 °C. Genomsnittlig årsnederbörd är 510 millimeter. Den regnigaste månaden är december, med i genomsnitt 112 mm nederbörd, och den torraste är augusti, med 1 mm nederbörd.